# Sierra Leones herrlandslag i volleyboll
Sierra Leones herrlandslag i volleyboll representerar Sierra Leone i volleyboll på herrsidan. Laget deltog i kvalet till  afrikanska spelen 2015, men kom sist och kvalificerade sig inte för tävlingen.

### Fotnoter
1. ↑  ”Sierra Leone national team” (på engelska). Volleybox. https://volleybox.net/sierra-leone-t523. Läst 18 april 2024.